# 星街

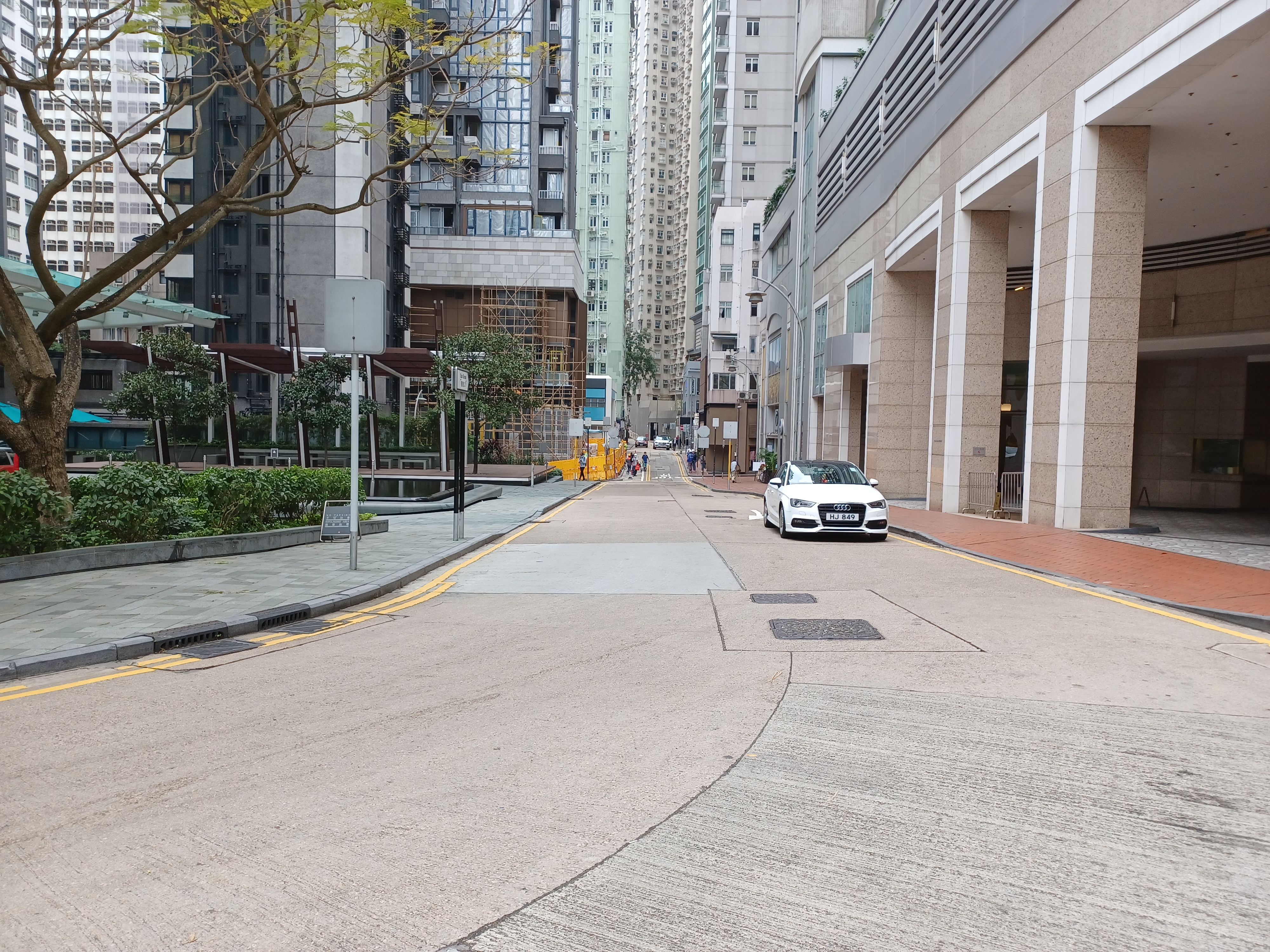
日間的星街（2022年）

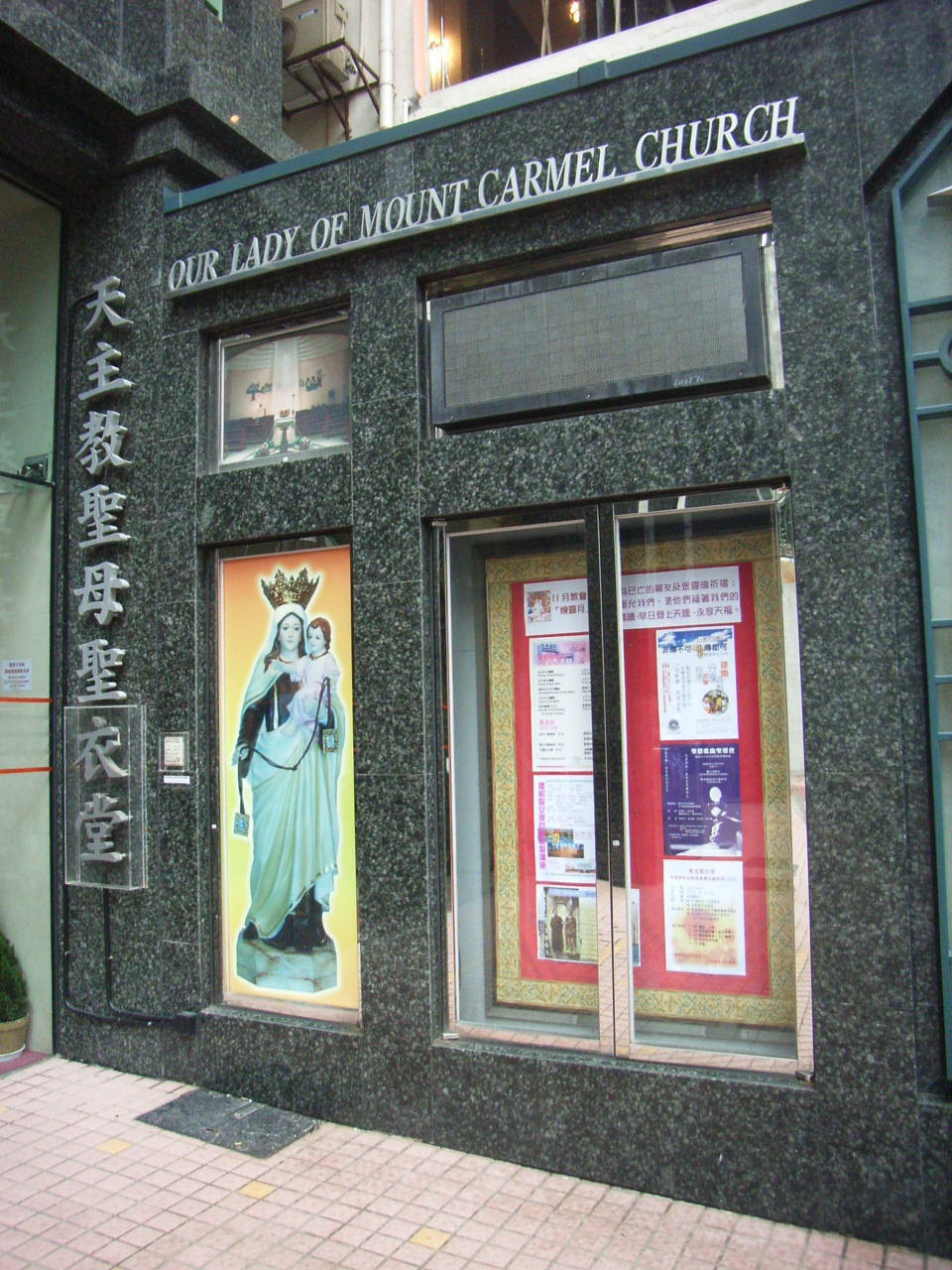
在匯星一號的天主教聖母聖衣堂

星街（英語：Star Street）是位於香港灣仔的一條街道，與日街和月街平行東西走向，單程行車。星街的東端至聖佛蘭士街，而西端至萬茂里，中段的星街與永豐街成直角交架。 星街是灣仔的一處民居，不過自從太古廣場3期及附近的高層住宅落成後，此處開始SOHO化，開設多間高級食店、酒吧、時尚精品店及型格藝廊。

## 歷史
那處是香港首座發電廠──香港電燈的灣仔發電廠的所在地，於1890年至1919年間運作。當時取了《三字經》中的「三光者，日月星」，來命名發電廠附近的街道，而星街就是其中一條，名稱比喻電力帶來光明。而那處亦有一些有趣的街道名字，例如：光明街和電氣街。由於發電廠燈火通明，所以那裏又曾被稱為光明圍。

## 沿途建築物
- 星街垃圾收集站（星街與日街交界）外牆根據荷蘭畫家皮特·蒙德里安的抽象畫風設計[3]
- 滙星壹號 （星街1號）
- 聖母聖衣堂 （星街1號）
- 恆德大廈（星街1A號及電氣街1號）地下為林寶堅尼銷售陳列室
- 星月閣 （星街2A-2G號）
- 星街5號 （星街5號）
- 永星苑 （星街7號）
- 星域軒 （星街9號）

## 外部連結
- 灣仔星街地圖 （页面存档备份，存于）
- 灣仔發電廠的遺址